# Neodiogmites lanei
Neodiogmites lanei là một loài ruồi trong họ Asilidae. Neodiogmites lanei được Carrera miêu tả năm 1949. Loài này phân bố ở vùng Tân nhiệt đới.